# Coenonympha impunctata
Coenonympha impunctata är en fjärilsart som beskrevs av Charles Oberthür 1906. Coenonympha impunctata ingår i släktet Coenonympha och familjen praktfjärilar. Inga underarter finns listade i Catalogue of Life.